# Chammliberg
Chammliberg är en bergstopp i Schweiz.   Den ligger i kantonen Uri, i den centrala delen av landet, 110 km öster om huvudstaden Bern. Toppen på Chammliberg är 3 214 meter över havet, eller 229 meter över den omgivande terrängen. Bredden vid basen är 1,7 km.
Terrängen runt Chammliberg är huvudsakligen bergig. Närmaste större samhälle är Bürglen, 14,3 km väster om Chammliberg.
Trakten runt Chammliberg består i huvudsak av gräsmarker. Runt Chammliberg är det ganska glesbefolkat, med 22 invånare per kvadratkilometer.